# Odyssey 5
Odyssey 5 is een Canadese sciencefictionserie die in 2002 werd uitgezonden op Space in Canada en op Showtime in de Verenigde Staten. Odyssey 5 is bedacht door Manny Coto, die tijdens de serie scenarioschrijver en uitvoerend producent was. In 2005 was de serie in Nederland te zien op Net5.

## Verhaal
Tijdens een orbitale missie zijn de vijf bemanningsleden van de spaceshuttle Odyssey 5 getuige van de vernietiging van de Aarde. De planeet sterft in een heldere flits van energie en een wolk van verdwijnend gas. Mensen die door zuurstofgebrek het bewustzijn hebben verloren, worden gered door een buitenaards wezen dat zichzelf de Seeker noemt, die hen uitlegt dat de tragedie die zich heeft voltrokken de laatste is in een reeks soortgelijke gebeurtenissen die beschavingen van binnenuit vernietigen. De Seeker stuurt astronauten terug in de tijd om de omstandigheden te achterhalen en een catastrofe te voorkomen.
De commandant Chuck heeft één aanwijzing, de naam Leviathan die hij ontving van een geheime orbitale satelliet tijdens uitzending daar op het moment van de explosie. Dit is de naam van het NASA-project om kolonies van zichzelf ontwikkelende organismen te creëren. En het team van degenen die terugkeerden ontdekt nog een eigenaardigheid, een aantal stadsbewoners die werden behandeld met gentherapie worden vatbaar voor zombificatie en voeren iemands wil uit, waarbij ze de plannen van hun meester implementeren.

## Rolverdeling
| Acteur              | Personage       |
| ------------------- | --------------- |
| Peter Weller        | Chuck Taggart   |
| Sebastian Roché     | Kurt Mendel     |
| Christopher Gorham  | Neil Taggart    |
| Leslie Silva        | Sarah Forbes    |
| Tamara Marie Watson | Angela Perry    |
| Gina Clayton        | Paige Taggart   |
| Jim Codrington      | Troy Johnson    |
| Amari Myles         | Corey Forbes    |
| Phillip Jarrett     | Paul Forbes     |
| Kenneth Mitchell    | Marc Taggart    |
| Sonja Smits         | Cynthia Hodge   |
| Lindy Booth         | Holly Culverson |

## Afleveringen
| Afl. | Titel                           | Regie            | Scenario                         | Originele uitzenddatum |
| 1    | "Pilot"                         | David Carson     | Manny Coto                       | 21 juni 2002           |
| 2    | "Shatterer"                     | Randy Zisk       | Manny Coto                       | 28 juni 2002           |
| 3    | "Astronaut Dreams"              | David Straiton   | Manny Coto                       | 5 juli 2002            |
| 4    | "Time Out of Mind"              | David Straiton   | Tracy Tormé                      | 12 juli 2002           |
| 5    | "Symbiosis"                     | Randy Zisk       | Lindsay Sturman                  | 19 juli 2002           |
| 6    | "The Choices We Make"           | Peter Weller     | Tim Foreman                      | 26 juli 2002           |
| 7    | "Rapture"                       | Stephen Williams | Edithe Swensen                   | 2 augustus 2002        |
| 8    | "L.D.U. 7"                      | George Mendeluk  | Tommy Thompson                   | 9 augustus 2002        |
| 9    | "Flux"                          | Ken Girotti      | Edithe Swensen                   | 16 augustus 2002       |
| 10   | "Kitten"                        | Milan Cheylov    | Lindsay Sturman                  | 23 augustus 2002       |
| 11   | "Dark at the End of the Tunnel" | Peter Weller     | Tracy Tormé                      | 30 augustus 2002       |
| 12   | "The Trouble with Harry"        | Stephen Williams | Alan Brennert                    | 6 september 2002       |
| 13   | "Skin"                          | Bryan Spicer     | Lindsay Sturman & Edithe Swensen | 13 september 2002      |
| 14   | "Begotten"                      | Terry Ingram     | Lindsay Sturman & Edithe Swensen | 1 oktober 2002         |
| 15   | "Vanishing Point"               | David Winkler    | Melinda M. Snodgrass             | 1 oktober 2002         |
| 16   | "Follow the Leader"             | George Mendeluk  | Jonathan Glassner                | 8 oktober 2002         |
| 17   | "Half-Life"                     | Stephen Williams | Lindsay Sturman & Edithe Swensen | 8 oktober 2002         |
| 18   | "Rage"                          | Ken Girotti      | Michael Cassutt                  | 15 oktober 2002        |
| 19   | "Fossil"                        | Peter Weller     | Manny Coto & Jonathan Glassner   | 15 oktober 2002        |

## Prijzen en nominaties
| Jaar | Prijs                | Categorie                                                            | Ontvangstnemer(s)            | Uitslag     |
| ---- | -------------------- | -------------------------------------------------------------------- | ---------------------------- | ----------- |
| 2003 | Primetime Emmy Award | Beste muziekcompositie voor een serie (dramatisch achtergrondmuziek) | Laura Karpman (voor "Pilot") | Genomineerd |